# Enångersån
Enångersån är ett vattendrag i nordöstra Hälsingland, Hudiksvalls kommun. Längd cirka 25 km, inkl källflöden 39 km. Avrinningsområde 134 km². 
Enångersån rinner upp i Stultsjön nära Larsbo gård i trakterna mellan Ysberget (359 m ö.h.) och Grottsjöberget (280 m ö.h.). Den strömmar därifrån österut förbi Boda bruk och Tosätter ner mot Enånger, där ån mynnar i havet i Enångersfjärden.
I Tosätter bildar ån en lång fors, nedanför vilken byn har en badstuga. Genom Enånger rinner ån fram strax norr om den gamla medeltidskyrkan.
Flodområdets största sjö är Tolocksjön (124 m ö.h.) med en badplats i Österocka. De största biflödena är Ängaån och Grängsjöbäcken.